# Samurai Warriors 3
Samurai Warriors 3 (Sengoku Musou 3 (戦 国 無双 3;) — третя частина в серії Samurai Warriors, розроблена компанією Omega Force і видана компанією Tecmo Koei на ігровій консолі Nintendo Wii, 3 грудня 2009 року в Японії і в 2010 році у США , Європі та Австралії. До 2011 року вважалася ексклюзивною грою для Wii.

## Ігровий процес
Ґеймплей гри зазнав ряд змін. Була покращена анімація, система поліпшення зброї була змінена. У бою тепер дуже рідко можна добути поліпшення на 30 секунд для гравця, на кшталт «Атака х2», «Захист х2» та ін. Це зроблено через те, що гравець може носити з собою, до 6 предметів, будь то їжа для поповнення здоров'я, поліпшення та інші предмети для отримання переваги в битві.
Завдання в битвах поділені на два типи: Головні і другорядні. На відміну від головних, другорядні з'являються під час битви. Виконання головних є ключовою метою для перемоги, при цьому їх невиконання може погіршити становище союзників і навіть привести до падіння їх морального духу. Другорядні завдання розкидані по карті і до їх виконання можна приступити з самого початку битви. Деякі другорядні завдання, можуть давати непогані переваги в битві, на кшталт підвищення моралі союзників, ослаблення захисту супротивника та ін. В основному за їх виконання дають призи, будь то зброя або кристали для поліпшення, але щоб отримати нагороду потрібно виконати певні умови.
Також в грі з'явилася броня. Природно на зовнішній вигляд персонажів це не впливає, але поліпшення частин броні, як і зброї дають різні корисні і не дуже, здібності. Як і поліпшення зброї, броня поліпшується за рахунок кристалів.

## Варіанти видань

### Sengoku Musou 3 Moushouden
Sengoku Musou 3 Moushouden (戦 国 無双 3 猛 詳 伝), перше окреме видання до Samurai Warriors 3, розроблене компанією Omega Force і видане компанією Tecmo Koei для ігрової консолі Nintendo Wii, 10 лютого 2011  року в Японії, у вигляді окремого доповнення.
Розширена версія гри включає в себе кілька нових ігрових режимів, а персонажі Ая-Ґодзен і Фукусіма Масанорі стали доступними для гри. Також в гру повернулася Грація, дочка Акети Міцухіде, що дебютувала в Samurai Warriors 2: Xtreme Legends.
13 травня 2011 року компанія Tecmo Koei потверділа інформацію, про скасування випуску гри за межами Японії.

### Sengoku Musou 3 Z
Sengoku Musou 3 Z (戦国無双３Ｚ), сплав Samurai Warriors 3 і Sengoku Musou 3 Moushouden, розроблений компанією Omega Force і виданий компанією Tecmo Koei для ігрової консолі PlayStation 3, 10 лютого 2011 року в Японії.
Гра включала в себе додатковий контент недоступний в Sengoku Musou 3 Moushouden. У всіх 40 персонажів є власна історія. Режим «Murasame Castle» замінений на «Challenge Mode», подібний іграм серії Dynasty Warriors.
Версія для PlayStation 3 також відрізняється від Sengoku Musou 3 Moushouden, злегка поліпшеною графікою і освітленням, плюс гра має дозвіл зображення 720р і частотою  60 кадрів в секунду.
13 травня 2011 року компанія Tecmo Koei підтвердила інформацію, про скасування випуску гри за межами Японії

### Sengoku Musou 3 Z Special
Sengoku Musou 3 Z Special (戦国無双３Ｚ スペシアル), розроблена компанією Omega Force і видана компанією Tecmo Koei для ігрової консолі PlayStation Portable, 16 лютого 2012 року в Японії.
Гра портирована з PlayStation 3, з деякими змінами. У гру додані костюми персонажів з минулих частин Samurai Warriors, а також власний, унікальний контент (DLC). Всі персонажі  розблоковані. З'явилася можливість імпорту збережених даних з PlayStation 3 і назад.

### Sengoku Musou 3 Empires
Sengoku Musou 3 Empires (戦 国 無双 3 エ ン パ ヤ ー ス), друге окреме видання Samurai Warriors 3, розроблене компанією Omega Force і видане компанією Tecmo Koei для ігрової консолі PlayStation 3, 25 серпня 2011 року в Японії.
Дане видання не пов'язане з Samurai Warriors 3 і має власний ґеймплей, з ухилом в стратегію і режим історії.